# Pakistan Railways Heritage Museum

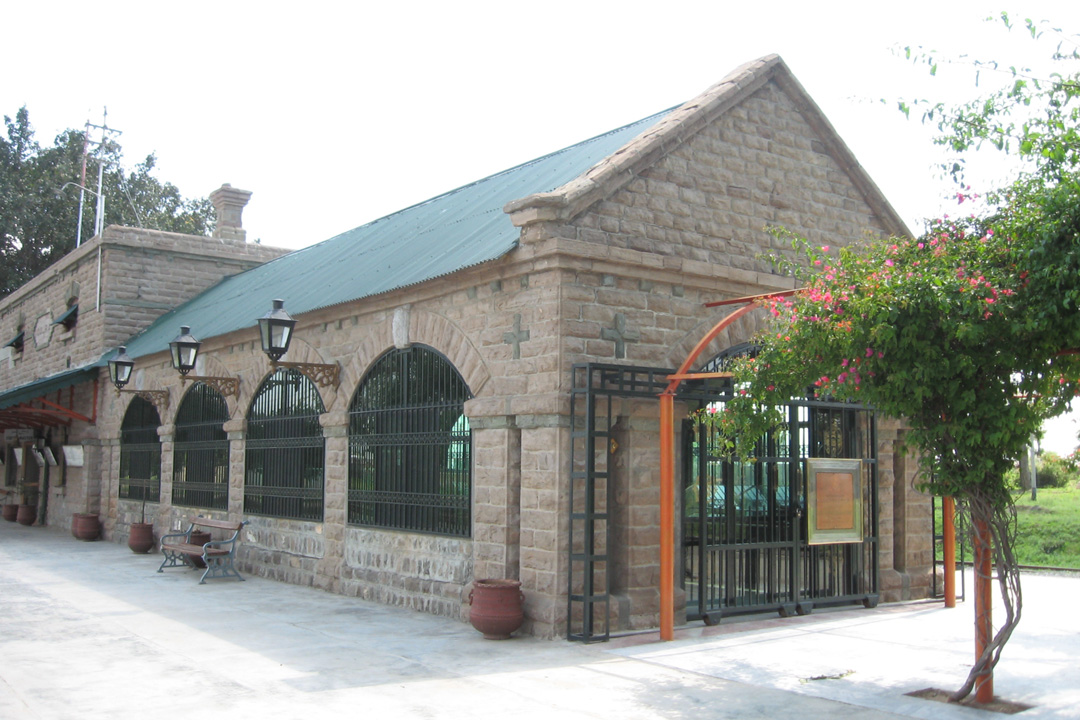
Haupthalle

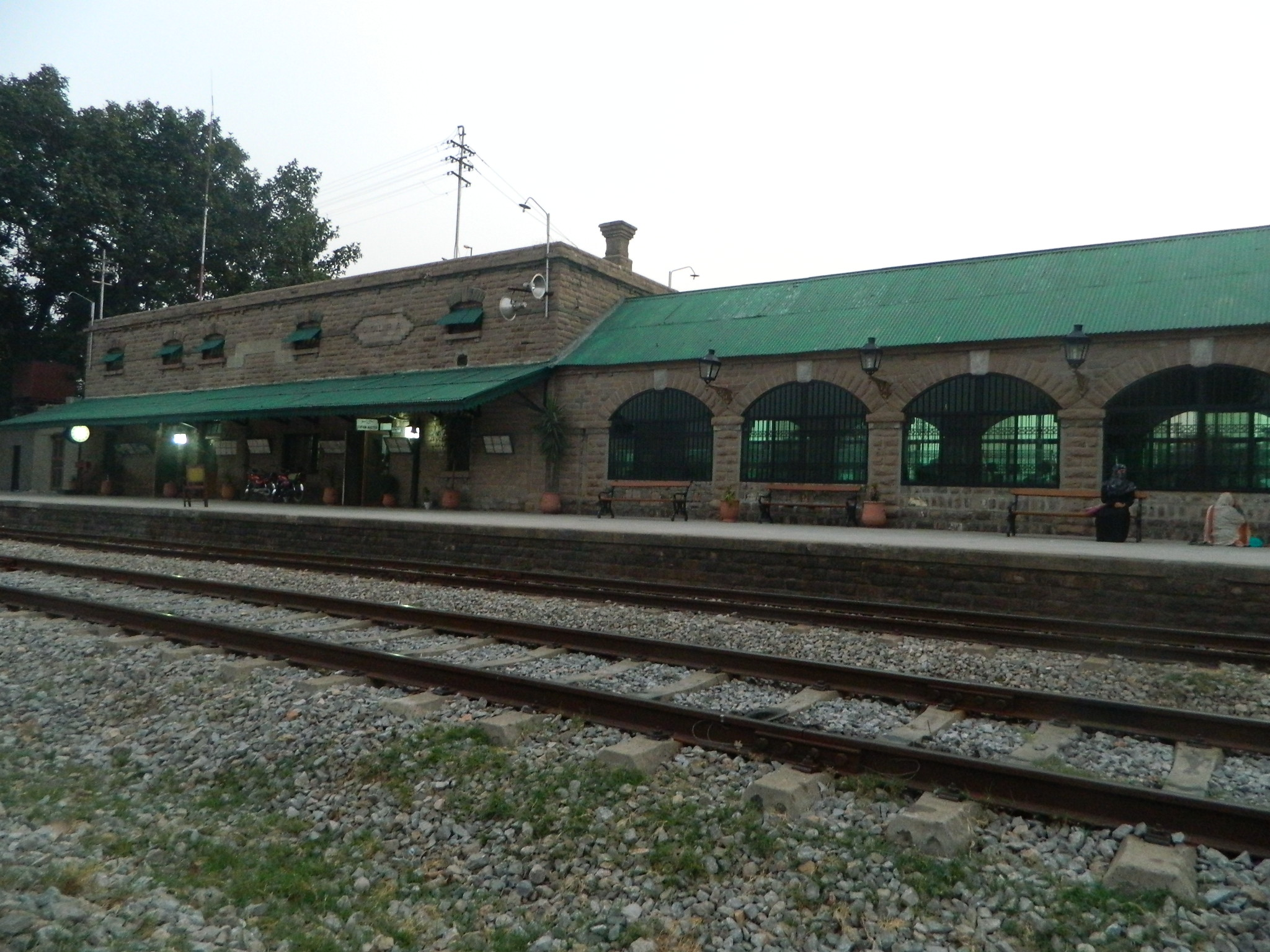
Museum mit Bahnstation

Das im Jahr 2003 gegründete Pakistan Railways Heritage Museum (Urdu گولڑہ شریف ریلوے میوزیم), zuweilen auch Golra Sharif Railway Museum genannt, ist ein Eisenbahnmuseum, das sich in Islamabad in Pakistan befindet.

## Lage
Das Pakistan Railways Heritage Museum befindet sich direkt an der Bahnstation Golra Sharif, einer Eisenbahnstreckenkreuzung der Rawalpindi Division der Pakistan Railways, die etwa 600 Meter über dem Meeresspiegel liegt. Im Südosten erstrecken sich die Margalla Hills. Im Osten liegt Taxila, die historische Hauptstadt des Gandhara-Reichs.

## Geschichte
Der Bahnhof Golra Sharif wurde 1882 in Betrieb genommen und 1912 zu einem Eisenbahn-Knotenpunkt erweitert, der von der Rawalpindi-Division von Pakistan Railways betrieben wurde und den Süden von Peshawar mit den übrigen Landesteilen verband. 2002 wurden Überlegungen angestellt, um das mehr als 150 Jahre alte pakistanische Eisenbahnkulturerbe zu erhalten. Von der Rawalpindi Division der Pakistan Railways unter Leitung von Ishfaq Khattak wurden erste Planungen begonnen. Die Verwaltung der pakistanischen Eisenbahnen hatte zunächst dazu aufgerufen, alle nicht mehr benötigten alten Gegenstände wie Geschirr, Möbel, Lokomotiven und andere Fahrzeuge zu verschrotten. Ishfaq Khattak sah dies als Gelegenheit, viele der alten Relikte zu sammeln und in eine Kulturerbe-Stiftung einzustellen.
Bis Mitte 2003 wurden, hauptsächlich aufgrund des Engagements von einigen interessierten Beamten, viele Exponate aus dem ganzen Land beschafft. Eine finanzielle Beteiligung staatlicher Stellen fand nicht statt. Die große Begeisterung der Protagonisten für Eisenbahnen und deren Tradition war die größte treibende Kraft für die Fertigstellung dieses Projekts. Eine Finanzierungshilfe wurde von der Europäischen Union geleistet. Am 26. September 2003 öffnete das Pakistan Railways Heritage Museum seine Türen für die Öffentlichkeit. Die offizielle Einweihung erfolgte am 5. März 2007. Im Jahr 2018 wurde eine umfassende Restaurierung des Museums durchgeführt, bei der auch eine Erweiterung der Ausstellungsflächen stattfand. Die Wiedereröffnung wurde am 20. April 2018 vom für Eisenbahnen zuständigen pakistanischen Minister Khawaja Saad Rafique vorgenommen. Der Zugverkehr über den Bahnhof Golra Sharif ließ im Laufe der Jahre stark nach. Im Gegensatz dazu erfreut sich das Museum bei der einheimischen Bevölkerung sowie bei Touristen zunehmender Beliebtheit.

## Museum
Viele Exponate im Pakistan Railways Heritage Museum wurden in einem ersten Schritt in einigen Räumen unmittelbar an der Bahnhofshalle Golra Sharif untergebracht. Dabei handelt es sich in erster Linie um Signalanlagen, Kommunikationszubehör, Notfallausrüstungen, Waffen des Wachpersonals an Bahnhöfen, Wagenmöblierung, Heizungen, Fotos, Uhren, Lampen, Fahrtenprotokolle, Navigationssysteme, Fahrdienstpläne, Eisenbahnschaffnerbekleidung sowie Strecken- und Landkarten. Das Pakistan Railways Heritage Museum beherbergt auch ein Eisenbahnkommunikationssystem, das während des Krieges von 1965 auf indischem Territorium genutzt wurde. In einem separaten Raum werden diverse Modelle von Lokomotiven und weitere eisenbahnrelevante Ausstellungsstücke gezeigt. Neben dem Museumsgebäude sind auf Freiflächen Dampf- und Diesellokomotiven, elektrisch angetriebene Lokomotiven, Krananlagen, Trolleys, Reisezugwagen, sowie Güterwagen, darunter ein 1914 gebauter Postwagen aus Deutschland, zu besichtigen.
Eine Besonderheit ist ein Salon-Wagen, den Lord Mountbatten nutzte. Ein weiterer ausgestellter Salon-Wagen wurde seinerzeit vom Maharadscha von Jodhpur seiner Tochter zu ihrer Hochzeit geschenkt. Dabei handelt es sich um einen 1888 hergestellten, mit kunstvoll verzierter Teakholzeinrichtung ausgekleideten Saloon-Wagen. Nach einer Erweiterung des Museums werden die Exponate in zwei Gebäuden mit jeweils zwei Etagen ausgestellt. Nachfolgend sind einige Lokomotiven aus dem Bestand des Pakistan Railways Heritage Museums gezeigt:

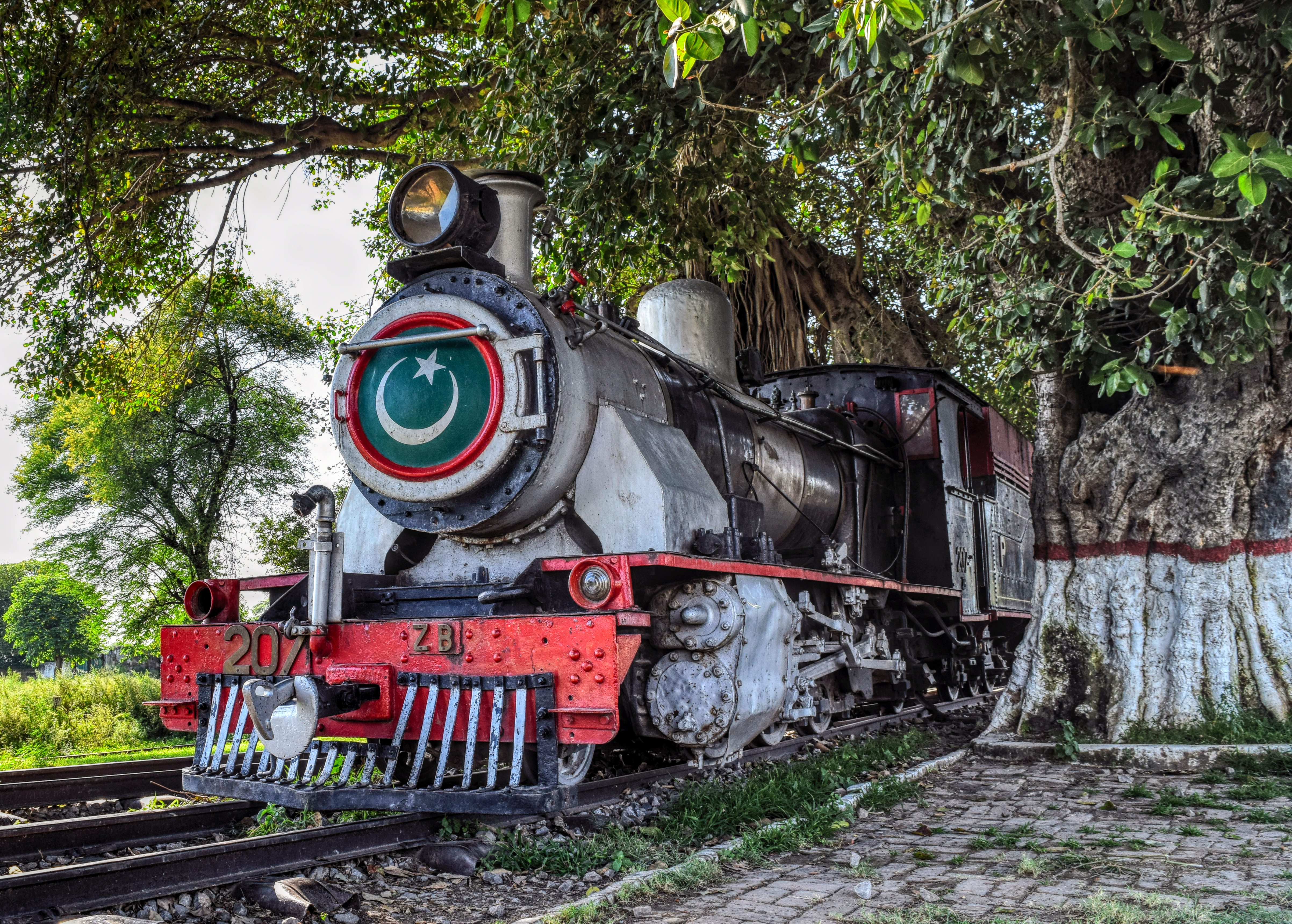
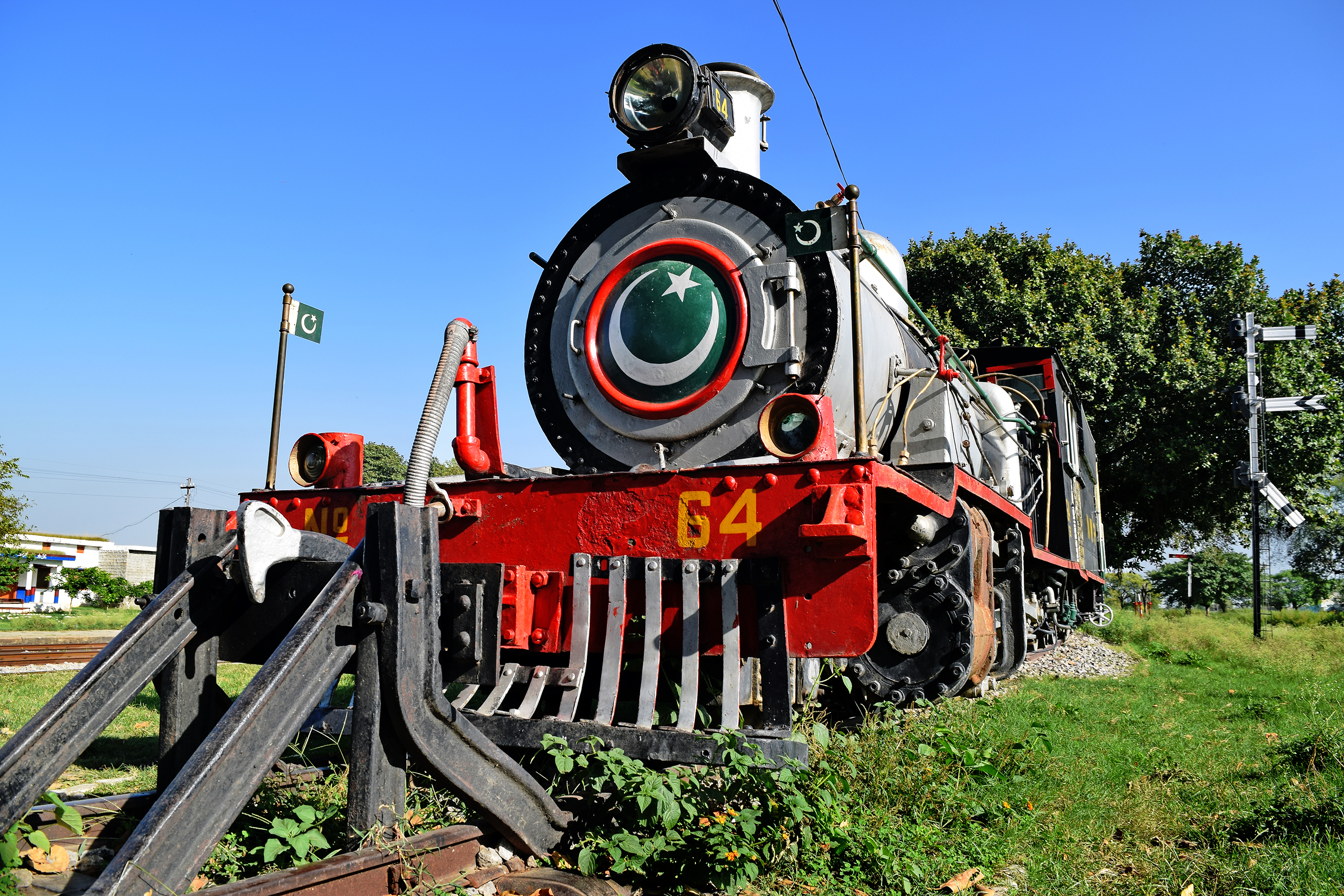
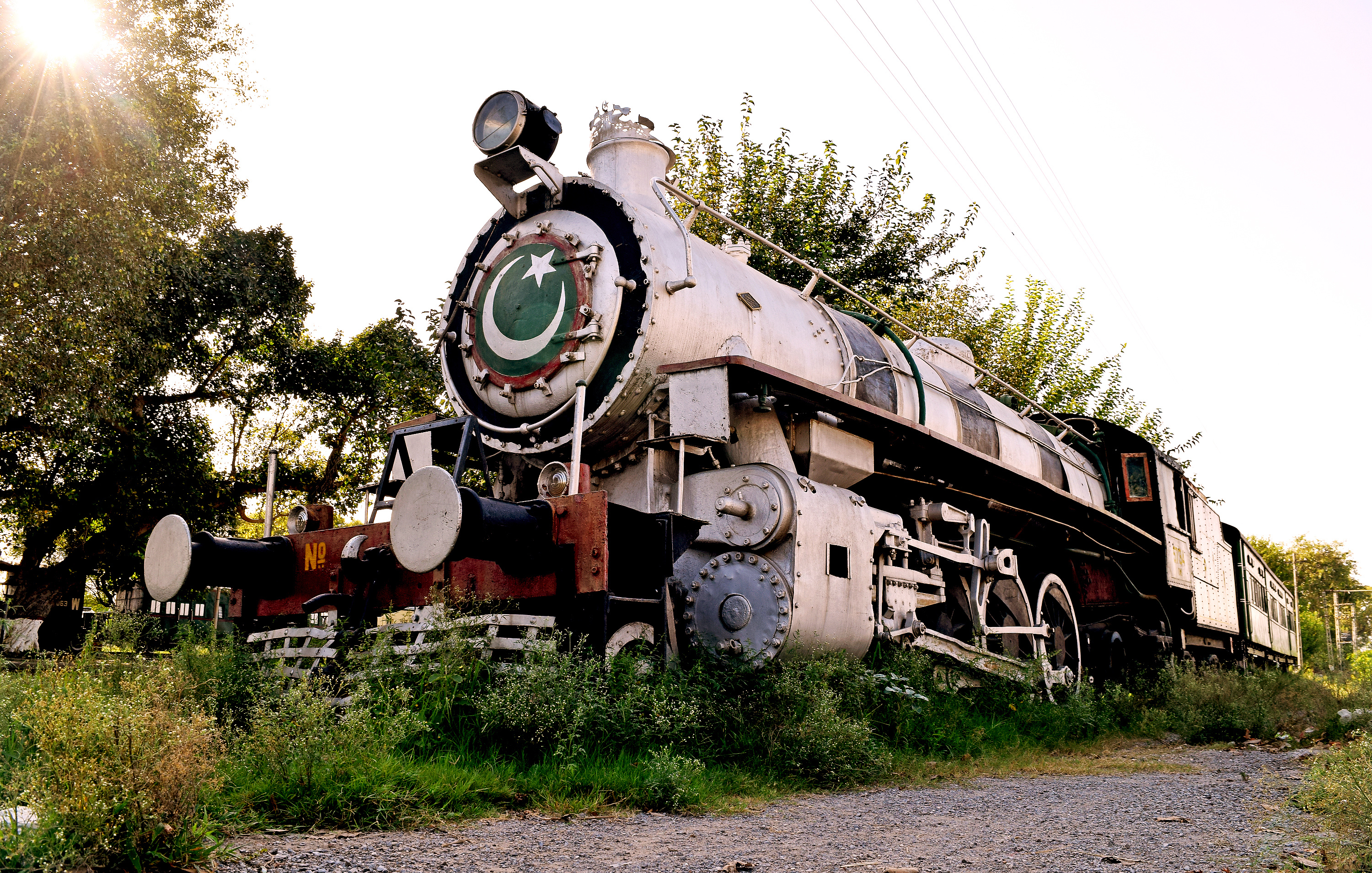
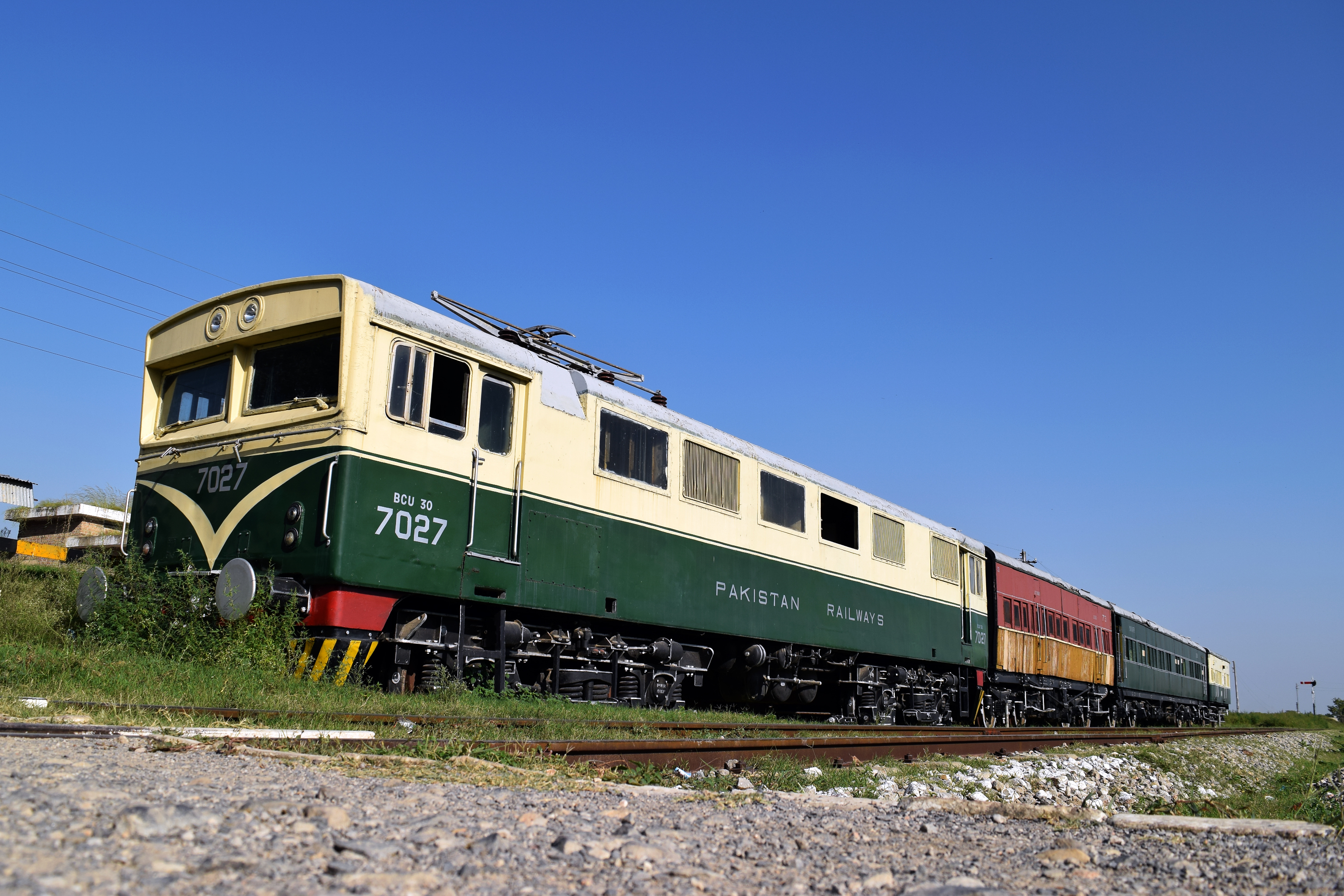